# Oberea mixta
Oberea mixta là một loài bọ cánh cứng trong họ Cerambycidae.